# Heinz Rabe
Heinz Rabe (* 22. August 1921; † 11. Januar 1990 in Berlin) war ein deutscher Schauspieler und Hörspielsprecher.

## Leben und Wirken
In den 1960er- und 1970er-Jahren war er in Fernsehspielen (Alt-Heidelberg, Die Spieler, Berliner Antigone, Heinrich Zille) zu sehen. Später kamen auch Auftritte in Fernsehserien dazu. Hier ist Liebling Kreuzberg zu nennen, wo er längere Zeit den Richter Griesbach spielte.
Besondere Bekanntheit erlangte er durch seine Stimme, die er in vielen Hörspielen einsetzen durfte. Neben Wildwest-Hörspieladaptionen für das Label maritim nach den Reiseerzählungen Karl Mays und Klassikern wie Onkel Toms Hütte, Das Wirtshaus im Spessart, Der Kurier des Zaren und Sindbad der Seefahrer sind vor allem kommerzielle Serien wie Jan Tenner und Fünf Freunde, aber auch Jim Salabim (in der Titelrolle) zu nennen. Gemeinsam mit Peter Schiff und anderen war er Stammsprecher im Hörspielensemble von Kurt Vethake.

## Filmografie (Auswahl)
- 1962: Sie schreiben mit – Die Kraftprobe
- 1964: Sechs Stunden Angst
- 1979: Hatschi!! (Fernsehspiel)
- 1980: Die Weber

## Hörspiele (Auswahl)
- 1951: Wolfdietrich Schnurre: Stimmen über dem Fluss (Oskar Tscharnke) – Regie: Hans Bernd Müller (SFB)
- 1958: Alfred Andersch: Piazza San Gaetano. Neopolitanische Suite (Redner) – Komposition: Hans Werner Henze, Regie: Gert Westphal (SWF)
- 1961: Alfred Andersch: Russisches Roulette (ein Kollege) – Regie: Fritz Schröder-Jahn (SWF / RB)
- 1970: Edwin Beyssel: Die Väter der Felicitas. Damals war’s – Geschichten aus dem alten Berlin (Herr Krönlein) (Geschichte Nr. 12 in 8 Folgen) – Regie: Ivo Veit (RIAS Berlin)[1]
- 1970: John Kjaergaard: Nachtschicht (0laf) – Regie: Heinz Hostnig (SR / SFB)
- 1970: Erdmann Graeser: Herr Kanzleirat Ziepke. Damals war’s – Geschichten aus dem alten Berlin (Minister) (Geschichte Nr. 13 in 12 Folgen) – Regie: Ivo Veit (RIAS Berlin)[1]
- 1973: Egon Polling: Der Storch in der Linde. Damals war's – Geschichten aus dem alten Berlin (Meister Kluge) (Geschichte Nr. 19 in 12 Folgen) – Regie: Ivo Veit (RIAS Berlin)[1]
- 1974: Peter Rühmkorf: Im Sperrmüll (Harms) – Regie: Friedhelm Ortmann (WDR)
- 1977: Oswald Mendel: Der herrschaftliche Ferdinand. Damals war’s – Geschichten aus dem alten Berlin (Theaterdirektor Hasemann) (Geschichte Nr. 26 in 8 Folgen) – Regie: Ivo Veit (RIAS Berlin)[1]
- 1977: Hermine Jüttner: Das fleißige Lieschen. Damals war's – Geschichten aus dem alten Berlin (Dr. Cornelius) (Geschichte Nr. 28 in 10 Folgen) – Regie: Ivo Veit (RIAS Berlin)[1]
- 1978: Erich Jakob: Der Herr im Haus. Damals war’s – Geschichten aus dem alten Berlin (Herr von Dobrau) (Geschichte Nr. 29 in 12 Folgen) – Regie: Ivo Veit (RIAS Berlin)[1]
- 1979: Hermine Jüttner: Die flotte Charlotte. Damals war's – Geschichten aus dem alten Berlin (Bankier Günzel) (Geschichte Nr. 30 in 8 Folgen) – Regie: Ivo Veit (RIAS Berlin)[1]
- 1979: Jürgen Fuchs: Der Besuch (Besucher II) – Regie: Friedhelm Ortmann (WDR)
- 1980–1989: Michael Koser: Professor van Dusen (verschiedene Rollen in Folge 14, 15, 20, 36, 42, 48, 53, 56) – Regie: Rainer Clute (RIAS Berlin)
- 1983: Erich Loest: Schlesisches Himmelreich (Anton Kryger) – Regie: Jörg Jannings (HR / SFB / SDR)